# 塩見昇
塩見昇（しおみ のぼる、1937年2月11日 - ）は、日本の図書館学者。専門は図書館情報学。大阪教育大学名誉教授。
京都府京都市出身。京都大学教育学部卒業。1960年大阪市立図書館司書、1971年大阪教育大学講師。同教授、同大学附属図書館長を歴任した。2002年定年退職、名誉教授、大谷女子大学教授。2007年退職。日本図書館協会理事長（2005年 - 2013年）、日本図書館研究会理事長。2016年春の叙勲で瑞宝中綬章を受章。

## 著書
- 『図書館活動論　図書館学教育資料集成』白石書店、1978年
- 『学校図書館論　図書館学教育資料集成』 白石書店、1979年
- 『教育としての学校図書館 学ぶことの喜びと読む自由の保障のために』青木書店、1983年
- 『知的自由と図書館』青木書店、1989年
- 『生涯学習と図書館』青木書店、1991年
- 『学校図書館職員論 司書教諭と学校司書の協同による新たな学びの創造』教育史料出版会、2000年
- 『大阪教育大学ですごした31年』編　大阪教育大学塩見研究室、2002年
- 『図書館の発展を求めて 塩見昇著作集』塩見昇先生古稀記念事業会編、日本図書館研究会、2007年
- 『半世紀、図書館を生きる』私家版、2007年
- 『峠と杉と地蔵さん 随想京都北山・丹波高原/私の山旅から』教育史料出版会、2011年

## 共編著
- 『学校図書館と児童図書館』間崎ルリ子共著、雄山閣出版、1976年、日本図書館学講座
- 『学校司書の教育実践』土居陽子共著、青木書店、1988年
- 『図書館員への招待』編著　教育史料出版会、1996年
- 『学校図書館論』編著　教育史料出版会、1998年、新編図書館学教育資料集成
- 『図書館概論』編著　日本図書館協会、1998年、JLA図書館情報学テキストシリーズ
- 『図書館サービス論』編著　教育史料出版会、1998年、新編図書館学教育資料集成
- 『図書館法と現代の図書館』山口源治郎共編著、日本図書館協会、2001年
- 『学校教育と学校図書館』編著　教育史料出版会、2005年
- 『教育を変える学校図書館』編著　風間書房、2006年
- 『学校図書館メディアと読書教育』北村幸子共編著　教育史料出版会、2007年、新編図書館学教育資料集成

## 記念論集
- 『教養・生涯学習・図書館 塩見昇先生定年退官記念論集』大阪教育大学生涯教育計画論講座　2002年